# Суходровка
Сухо́дровка (в верхнем течении — О́льша; бел. Сухадроўка) — река в Витебской области Белоруссии, течёт по территории Лиозненского и Витебского районов.
Начинается около северо-восточной окраины деревни Свирбы Лиозненского района Витебской области, справа впадает в Лучосу (бассейн Западной Двины) в 1 км к северо-западу от деревни Кузьменцы Витебского района. Длина — 66 км. Площадь водосбора — 519 км². Среднегодовой расход воды в устье 3,3 м³/с. Средний уклон водной поверхности 1,7 %с. Густота речной сети 0,5 км/км².
Основные притоки: Выдрея, Лососина (правые), Ордежанка (левый).
По берегам местами произрастает смешанный лес.
Склоны пологие или умеренно крутые, высота — 5—15 м. Пойма чередуется по берегам, в верхнем течении местами отсутствует, ширина 100—300 м. В половодье и при высоких дождевых паводках затапливается на глубину 0,6—2,5 м. Русло умеренно извилистое, в среднем течении сильноизвилистое, между деревнями Стасево и Великая Выдрея Лиозненского района порожистое. Берега крутые или обрывистые, поросшие кустарником, в низовье часто сливаются со склонами долины. На период весеннего половодья приходится около 68 % объёма годового стока.